# الآرامية اللبنانية
الآرامية اللبنانية، هي اللهجة الآرامية المنقرضة في لبنان، ويشار إليها أيضًا باسم السريانية اللبنانية أو السريانية، كان يتحدث بها قديمًا في بلاد الشام وخاصة في جبل لبنان من قبل المسيحيين الموارنة.

## التاريخ
لم يكن للآرامية اللبنانية إسم فريد كلهجة أو لغة في المصادر المعاصرة حيث أشار إليها المتحدثون الأصليون ببساطة باسم سوريين (سرياني). يشير العلماء والمصادر المعاصرة بشكل أساسي إلى اللغة باسم الآرامية اللبنانية أو السريانية اللبنانية.
تم إستخدام مصطلح السريانية في العصور الوسطى للإشارة إلى جميع اللهجات الآرامية،
ظلت فصول تدريس اللغة السريانية تُدرَّس في بعض المدارس اللبنانية حتى الستينيات قبل اندلاع الحرب الأهلية اللبنانية. مع اتفاق الطائف الذي ساعد في إنهاء الحرب، تم فرض تفويض قوي للتعريب على لبنان مما أعاق التقدم في تدريس اللغة السريانية.
وقد اكتسبت دورات تعليم اللغة السريانية مؤخراً شعبية في جامعات مثل الجامعة الأمريكية في بيروت، وجامعة الروح القدس في الكسليك، وجامعة القديس يوسف في بيروت. وبالمثل، بدأ الموارنة في بلدة الجش دروساً في اللغة الآرامية الجديدة في مدارسهم كوسيلة للحفاظ على تراثهم.
وبدأت البلدات والقرى المارونية، منذ عام 2021، بوضع لافتات لأسماء قراها باللغة السريانية. ومن بينها زغرتا وإهدن وبشري وكفرصغاب وكفرحتنا، كشفت عن لافتات لأسماء قراها باللغة السريانية، ودعوا إلى الاعتراف باللغة السريانية لغة وطنية في لبنان.